# 群栄化学工業
群栄化学工業株式会社（ぐんえいかがくこうぎょう）は、群馬県高崎市に本社を置く化学メーカーである。製造拠点は群馬県高崎市と滋賀県湖南市にある。

## 沿革
- 1946年 デンプン糖の製造販売を目的として、群馬栄養薬品株式会社設立。
- 1953年 現在の社名に変更。
- 1974年 東京証券取引所2部上場。
- 1979年 東京証券取引所1部指定替え。
- 2009年 本社工場にある排水処理用タンクが爆発。死傷者は出ず、爆風でタンクの蓋が飛び駐車中だった社員の乗用車2台に当たった他周辺にある建物の窓ガラスが破損した。

## 子会社
- Thai GCI Resitop Company Limited
- India GCI Resitop Private Limited
- American GCI Resitop, Inc.
- 株式会社ビッグトレーディング
- 東北ユーロイド工業株式会社